# Selania
Selania es un género de polillas tortrícidas, categorizado en la tribu Grapholitini, de la subfamilia Olethreutinae. Fue descrito por Stephens en 1834.

## Especies
- Selania acquiescens Diakonoff, 1976
- Selania aeologramma (Meyrick, 1916)
- Selania bengalica (Obraztsov, 1968)
- Selania capparidana (Zeller, 1847)
- Selania costifuscana Aarvik, 2004
- Selania detrita (Meyrick, 1928)
- Selania diplosperma (Diakonoff, 1984)
- Selania exornata (Diakonoff, 1969)
- Selania friganosa Kuznetzov, in Danilevsky & Kuznetsov, 1968
- Selania leplastriana (Curtis, 1831)
- Selania macella Diakonoff, 1976
- Selania minuta (Obraztsov, 1968)
- Selania planifrontana (Rebel, 1912)
- Selania resedana (Obraztsov, 1959)